# 西岡智
西岡 智（にしおか さとる、1931年 - 2018年6月29日)は、部落解放運動家。
部落解放同盟の役員、部落解放・人権研究所名誉理事等を歴任。

## 経歴
大阪市東住吉区矢田の被差別部落で五女二男の長男として生まれ育つ。祖父は和泉国信太村の出身で、被差別部落の庄屋であった。
戦時中は愛国少年団の団長を務め、特攻隊志望の軍国少年であった。私立浪速中学から大阪府立高津高等学校定時制在学中、マルクス・レーニン主義と出会う。弁護士を志望して慶應義塾大学法学部（通信制）に学び、在学中、1953年、部落解放同盟に参加し松本治一郎の客分秘書となる。
1958年、部落解放同盟大阪府連合会矢田支部を結成し初代書記長に就任。のち大阪府連書記長などを歴任。
狭山中央闘争本部事務局長として狭山闘争を指導したが、新左翼との協力を主張して朝田善之助と対立。のち事務局長を解任される。
1981年、部落解放同盟小倉地協書記長が有罪判決を受けた北九州土地転がし事件に際し、部落解放同盟の内部の腐敗を批判する意見書を駒井昭雄とともに提出して上杉佐一郎と対立。このため、1982年、中央執行委員から外される。対立組織からは「朝田派のなかでもっとも狡猾な実権派」と評された。
2018年6月29日、療養先のチェンマイで死去。87歳没。

## 係累
姉の婿の泉海節一は部落解放同盟の中央執行委員を務め、矢田事件の被告人の一人であったが、裁判中に死亡した。

## 発言
1969年の矢田事件では被糾弾者を「解同は差別者に対しては徹底的に糾弾する、糾弾を受けた差別者で逃げおおせた者はない。差別者であることをすなおに認めて自己批判せよ。差別者は日本国中どこへ逃げても草の根をわけても探しだしてみせる。糾弾を受けてノイローゼになったり、社会的に廃人になることもあるぞ、そう覚悟しとけ」と恫喝し、上田卓三らとともに逮捕監禁・強要未遂罪で刑事告訴されたが、起訴には至らなかった。
部落解放同盟飛鳥支部長が逮捕された飛鳥会事件では「一番悪いのは銀行屋です。銀行で、部落と結びついたら出世するというのでやっている。その次は行政、融和行政や。極道の侠気をうまいこと利用してる。第三番目に悪いのは飛鳥の小西ですよ」と発言している。
また、「僕の解放理論は、入れ墨のお父さん、お兄さんを尊敬する教育をやれというもんです。おぎゃあと生まれる時からアルコール依存症で生まれてきますか。おぎゃあと生まれる時から入れ墨をしてますか。現象を現象と見るのは、差別なんです。入れ墨を入れているのは社会的現象であって、本質は、就職口がなかったから極道で生きるしかなかったんや」とも発言し、ヤクザを尊敬せよと主張している。

## 著書
- 『荊冠の志操』（柘植書房新社、2007年）